# Авторское право в Японии
Японское авторское право состоят из двух частей: «авторские права» и «смежные права». 
Информация о Японском законе об авторском праве выложена на сайтах интеллектуальной собственности Верховного Суда, « Японский проект закона», Европейское Патентное ведомство, и информационный центр (КРОК).

## Авторские права
Закон об авторских правах в Японии дает защиту для:
- работ японских граждан (понятие "Японские граждане" включает юридических лиц, установленных в соответствии с законодательством и нормативными актами Японии и тех, кто имеет свои основные офисы в Японии);
- работы авторов, которые были впервые опубликован в этой стране, в том числе впервые опубликованы за пределами этой страны, а затем опубликованы в этой стране в течение тридцати дней с даты их первой публикации;
- работы в дополнение к перечисленным в предыдущих двух пунктах, в отношении которых Япония имеет обязательства о предоставлении защиты в соответствии с международным договором.

### Применимость
Японское авторское право охраняет все произведения, в котором мысли или чувства выражаются и которые являются литературным, научным, художественным произведением. Законы автоматически предоставляют авторские права, без необходимости формального их декларирования или регистрации.

### Моральные права
- Авторство: автор может выбрать как его авторство представлено в работе (например, под псевдонимом или анонимно).

«Морального права» не передаются, они остаются у автора до истечения срока их действия. 

### Экономические права
- Размножение: автор может контролировать воспроизведение произведения, включая фотографии, записи и скачивания.
- Коммуникации: автор может контролировать, как работа будет передаваться, сообщаться, транслироваться, в том числе как экземпляры произведения подлежат распределению.
- Адаптация: автор может управлять адаптацией произведения через перевод, инсценировку, и создание производных работ в целом.

В отличие от имущественных прав, экономические права могут свободно передаваться или можно отказаться от них. Если автор передает свои имущественные права другому, обладателю — имущественные права становится «правообладателем», но автор сохраняет авторство.

## Смежные права
«Смежные права» относятся к правам исполнителей, вещательных организаций и других лиц.

### Права исполнителей
Исполнители, как правило, имеют два непередаваемых личных не имущественных права:
- Авторство, или контроль над тем, как они названы
- Целостность

### Права производителей фонограмм
Производители фонограмм имеют одинаковые экономические права, но не имеют никаких моральных прав.

## Ограничения и исключения

### Художественные произведения
Художественные произведения, находящиеся в общественных местах, могут быть воспроизведены, свободно сфотографированы и т. д. За исключением архитектуры, разрешение автора должно быть получено, прежде чем его работы публично выставлены.

### Использование в учебных целях
Преподавателям некоммерческого образовательного учреждения разрешается воспроизводить произведения, охраняемые авторским правом для целей обучения, поскольку такое воспроизведение не ущемляет интересы автора. Например, учитель может дублировать телевизионную программу или аудио записи, но не может распространять копии образовательных программ без специального разрешения. Работы также могут быть воспроизведены на экзаменах в учебных заведениях, но авторство должно оплачиваться, если экзамен проводится в коммерческих целях.

### Некоммерческое использование
Работы могут быть выполнены свободно, если исполнитель не получает вознаграждения, и со зрителей не взимается плата.

### Политические речи
Политические речи могут быть свободно воспроизведены, за исключением случаев, когда целью воспроизведения является создание антологии авторской работы.

### Цитата
Произведения могут быть свободно цитируемы. 

### Программное обеспечение
Программное обеспечение может быть воспроизведено только для личного использования. 

### Произведения-сироты
Использование произведений-сирот, владелец которых не найден в интернете, разрешено, при условии одобрения со стороны японского Министерства культуры.

## Общественное достояние
Даже когда некоторые материалы являются «общественным достоянием» на них может быть наложено ограничение на использование. Авторами работы может быть введено ограничение на использование в 50 лет.

## Наказания
Согласно ст. 119 Закона, лицо, нарушающее авторское право, право публикации и смежных прав наказывается лишением свободы с работой на срок не более десяти лет или штрафом в размере не более десяти миллионов иен, или обоими.
Лица, в отношении которых действует любой из следующих пунктов наказывается лишением свободы с работы на срок не более пяти лет или штрафом в размере не более пяти миллионов иен или обоими штрафами. К таким относится:
- человек, который нарушает личные неимущественные права автора или неимущественных прав исполнителя;
- лицо, которое в целях извлечения прибыли, занимается воспроизведением произведения, когда такой акт воспроизводства представляет собой нарушение авторских прав на право опубликования либо смежных прав;
- человек, который совершает акт, представляющий собой нарушение об авторском праве, право публикации или смежных прав в соответствии с положениями статьи 113, пункт (1).